# Association des musées canadiens
L'Association des musées canadiens est un organisme mis sur pied dans le but de promouvoir la culture muséale au Canada. Elle compte parmi ses membres de nombreux musées et galeries d'art auxquels s'ajoutent des centres scientifiques, parcs zoologiques, aquariums, archives, lieux historiques et temples de la renommée. Elle compte également plusieurs partenaires parmi lesquels on retrouve ICOM Canada, Patrimoine canadien, l'Alliance des musées d'histoire naturelle du Canada, l'Association canadienne des centres de sciences, l'Organisation des directeurs de musées d'art et la Fédération canadienne des amis de musées.

## Bref historique
L'Association des musées canadiens a été fondée en 1947 sur l'initiative de H.O. McCurry, Paul Rainville, etc. lors d'une rencontre à Québec au Musée de la Province de Québec. McCurry était à l'époque, le directeur de la Galerie nationale du Canada - aujourd'hui, le Musée des beaux-arts du Canada. Il convainc un groupe de représentants de 13 musées canadiens d'envisager la création d'un semblable organisme. Une fois celui-ci créé, il en devient le président fondateur.
À sa création, l'organisme désirait, offrir une formation aux employés des musées et de galeries d'art. Cette activité va se poursuivre de façon importante tout au long des années 1960 et 1970 avant que ne s'élargisse par la suite son champ d'investigation.

## Activités
L'Association des musées canadiens organise, supervise et participe à diverses activités. Outre des conférences et son congrès qu'elle tient annuellement, l'organisme parraine des symposiums et a mis en place un programme de bourses dont l'un destiné au perfectionnement des professionnels du domaine muséal en début de carrière et un second pour le perfectionnement de ces professionnels  en mi-carrière.
L'AMC s'implique également auprès de ses membres pour la participation à la  Journée internationale des musées organisée par le Conseil international des musées (ICOM), en faisant la promotion de cet événement de grande envergure. Elle a mis sur pied la journée des musées canadiens qui eut lieu les 25 et 26 janvier 2016 afin de mieux informer les parlementaires canadiens des enjeux rencontrés par le domaine muséal.

## Prix décernés
L'Association des musées canadiens décerne plusieurs prix.
- Prix d'excellence de l'AMC[9]

- Prix du service méritoire[10]

- Prix Barbara-Tyler[11]

- Prix rayonnement international d’ICOM Canada[12]

- Prix du bénévolat muséal[13]

- Prix Shirley-L.-Thomson pour les jeunes conservateurs[14]

- Prix d'histoire du gouverneur général pour l'excellence dans les musées : histoire vivante[15]!

- Médailles du jubilé de diamant de la reine Elizabeth II[16]

## Publications
- Muse, magazine bilingue et bimestriel de l'AMC

- Marion A. Paquet, avec Rory Ralston et Donna Cardinal, Guide des administrateurs d'organisations culturelles, Presses de l'Université de Waterloo, Binder, 1991,   (ISBN 0-88898-079-5)

- Sarah J.E. Iley, Venir en aide aux musées : un guide, 1992

- Association des musées canadiens, CMA 2015 Benchmarking Report — Museum Retailing in Canada, 2015, enquête nationale auprès des institutions culturelles canadiennes